# Arhitectura clasică

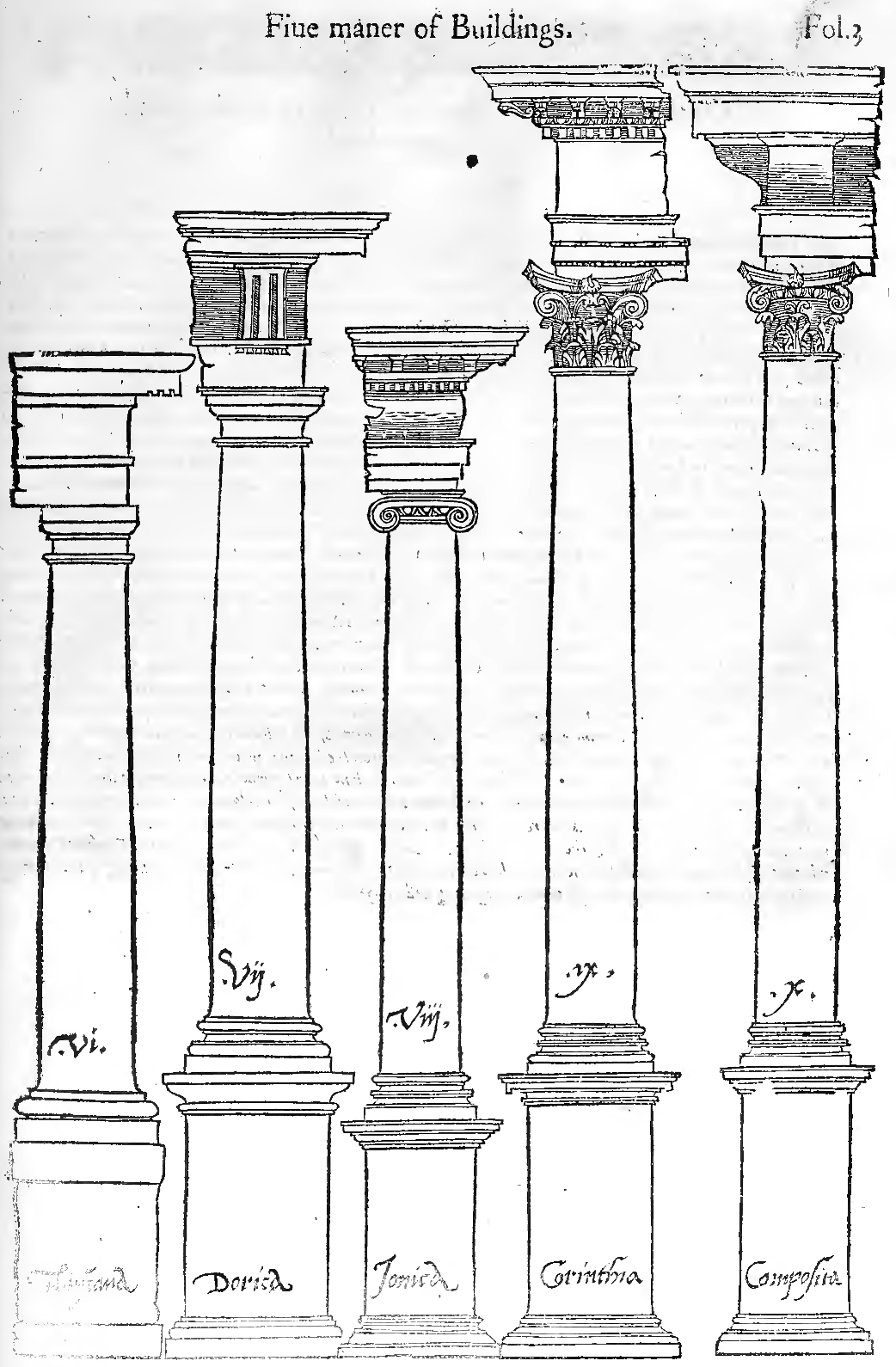
Sebastiano Serlio a fost primul care a canonizat cele cinci ordine clasice (toscan, doric, ionic, corintic și compozit)

Arhitectura clasică denumește de obicei arhitectura care este mai mult sau mai puțin derivată din principiile arhitecturii grecești și romane din antichitatea clasică, sau uneori chiar mai precis, din lucrările arhitectului roman Vitruviu.

## Istorie

### Origini

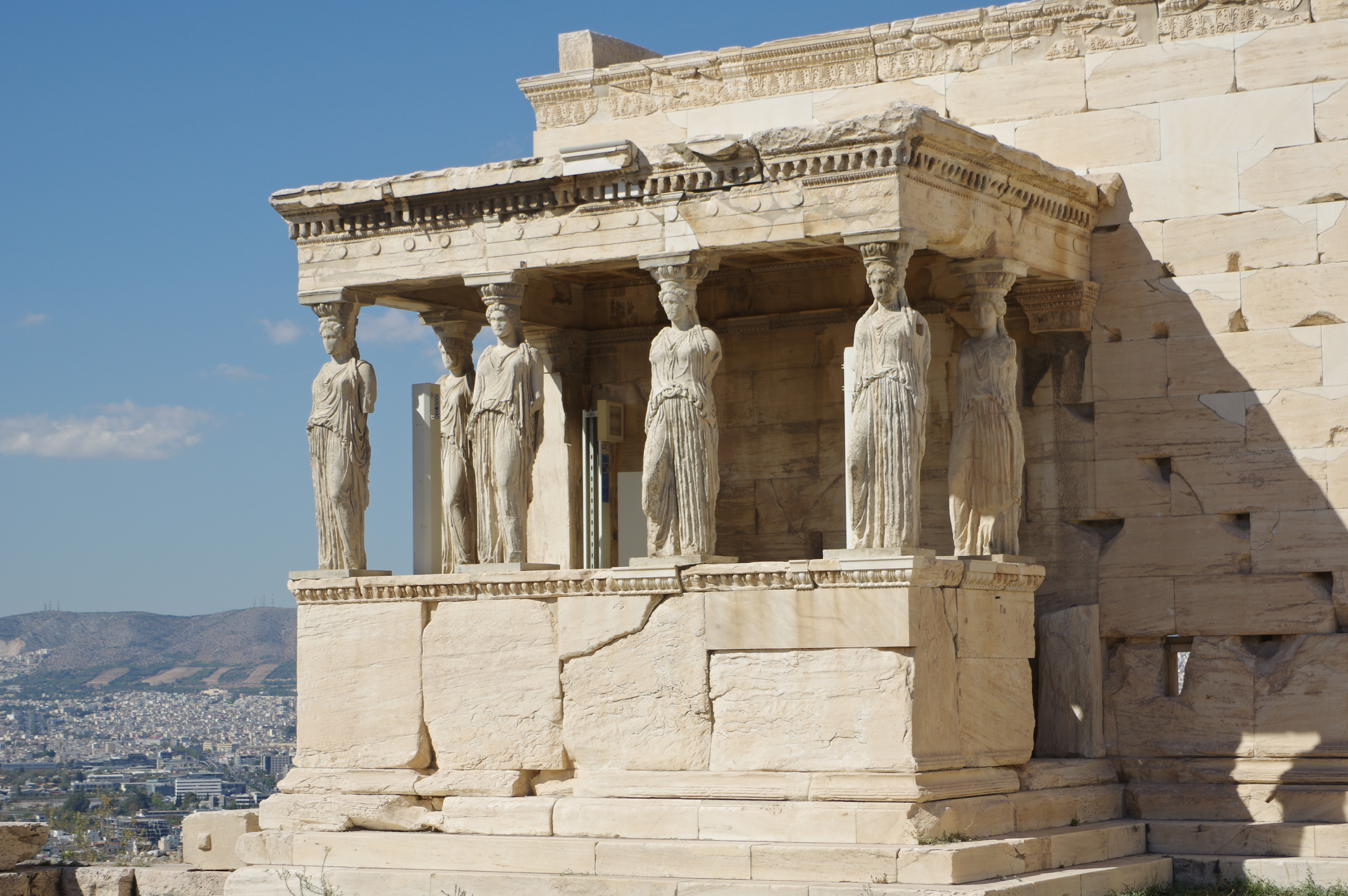
Cariatidele Erehteionului din Acropola Ateniană, un exemplu de element arhitectural grec preluat de arhitectura clasică ulterioară

Arhitectura clasică derivă de la arhitectura Greciei Antice și cea a Romei Antice. Odată cu prăbușirea părții de vest a Imperiului Roman, tradițiile arhitecturale ale Imperiului Roman au încetat să mai fie practicate în mari părți din Vestul Europei. În Imperiul Bizantin, modurile antice de construire au continuat, dar relativ curând s-au dezvoltat într-un stil bizantin distinct.

### Dezvoltare
Clasicismul a fost o mișcare de largă întindere în arhitectură, pictură și alte arte vizuale care a început în anii 1760, a atins apogeul între anii 1780-1790 și a durat până în anii 1840-1850. 
Acest curent a răsărit în mare parte ca o reacție împotriva rămășițelor stilului Baroc și senzualului și frivolului stil decorativ Rococo, care a dominat arta europeana începând cu anii 1720. Dar un și mai profund stimul a fost un reînnoit și profund studiu științific manifestat fața de antichitatea clasică ce a răsărit în Secolul 18. Interesul pentru clasicism a fost declanșat de descoperirile arheologice, în particular explorarea și excavațiile orașelor romane îngropate de la Herculaneum și Pompeii (excavații ce au început în 1738, respectiv 1748), iar începând cu a doua decadă a secolului al XVIII-lea, un număr însemnat de publicații influente au inclus în paginile lor imagini ale monumentelor romane și a altor antichități, care au trezit rapid interesul fața de trecutul clasic. Noua înțelegere a lucrurilor desprinsă din descoperiri și publicații au permis pentru prima oară cărturarilor europeni să discerne perioade distincte și separate în arta Greco-romană iar acest nou simț al pluralității stilurilor antice le-a înlocuit pe cel vechi, cel al venerării artei romane și a încurajat un real interes pentru purele antichități grecești.
Cărturarul german Johann Joachim Winckelmann vedea în sculptura greacă „o simplitate nobilă și o tăcută grandoare” și a făcut un apel către artiști să imite arta greaca. El pretindea că făcând asta, acei artiști vor obține imitații idealizate ale formelor naturale, dezgolite de toate aspectele individualiste și imaginile lor vor obține o semnificație universală.
Pornind de la modelele artistice (arhitectură, sculptură, literatură) ale Antichității, considerate ca întruchipări perfecte ale idealului de frumusețe și armonie, clasicismul aspiră să reflecte realitatea în opere de artă desăvârșite ca realizare artistică, opere care să-l ajute pe om să atingă idealul frumuseții morale.
Obiectivul acestui curent este de a exprima măreția puterii regale și, în acest sens, noul stil se distanțează de fantezia și emoția barocului italian pentru a impune o viziune monumentală bazată pe linii drepte, orizontale și verticale, pe echilibru, claritate și raționalitate.
O singură țară va sta departe de unanimitatea națiunilor în manifestarea barocului ca fenomen cultural și arhitectural, Franța, în secolul XVII, atunci când monarhia se afirma ca autoritate în toate domeniile. Franța se angajează pe o cale paralelă: căutarea rigorii, a armoniei majestoase, a liniei drepte, ce se opune exuberanței liniei curbe ale barocului. De altfel, Franța, pe lângă Anglia, printr-o generație de studenți francezi pregătiți la Roma și influențați de scrierile lui Wincklemann, au fost primele tari ce au adoptat acest curent artistic, iar apoi a fost rapid adoptat de cercuri progresiste din Suedia.
Curentul Clasicismului se extinde pe suprafața întregii Europe, notabile fiind Sankt Petersburg și München, orașe transformate în adevărate muzee de arhitectură clasică, el continuând să fie o forță academică majoră pe tot parcursul secolului al 19-lea și chiar mai mult, fiind o constantă antiteză în reînvierea Romantismului sau Goticului. Cu toate astea, de la sfârșitul secolului înainte, stilul începe a fi considerat anti-modern sau chiar reacționar în anumite cercuri influente de critici.
Între timp, arhitecți conservatori moderniști ca Charles Perret din Franța păstrau ritmul și spațierea arhitecturii columnare chiar și în clădirile fabricilor, unde „colonadele”, descrise ca reacționare, pilastrul clădirii - ca niște panouri canelate sub o abă repetată păreau progresiste. Pablo Picasso experimenta cu motive clasicizante în anii imediat următori celui de-al Doilea Război Mondial iar stilul Art Deco ce a avut vârful strălucirii în 1925 la Expoziția Artelor Decorative se baza deseori pe motive neoclasice, fără însă a le exprima deschis. Acest stil este întâlnit pretutindeni în Europa, în cadrul diferitelor construcții: locuințe burgheze, locuințe nobiliare (palate - de exemplu Palatul Pașcov din Moscova, Teatrul regal din Berlin etc), teatrele-un program funcțional important al clasicismului datorită influenței „iluminării” (de exemplu: teatrul „Scala” din Milano, teatrul regal din Berlin, teatrul din Bordeaux, teatrul din Besançon etc.), clădiri religioase-bisericile aflate într-un număr mai redus în această perioadă( de exemplu Biserica Sainte-Genevieve din Paris), clădiri administrative-cuprind clădiri publice pentru sedii ale ministerelor, ale parlamentelor, ale justiției, băncilor și burselor, clădiri pentru învațământ, monumente comemorative-având în general aspectul de temple antice (cele mai reprezentative sunt în Franța și Germania, dintre care pot fi amintite: Arcul de Triumf din Piața Charles de Gaulle în Paris, biserica La Madeleine din Paris, Valhalla langă Rogensburg, în Germania).

### Clasicismul sovietic
Între 1905 și 1914 arhitectura rusă a trecut printr-o scurtă, dar influentă perioadă de înviere neoclasică; trendul a început cu recreația stilului Empire din perioada alexandrină și s-a extins rapid într-o varietate neo-renascentistă, paladină, modernizată, dar perceptibilă de școli clasice. Ei au fost conduși de arhitecți născuți în anii 1870, care au atins apogeul creativ în anii Primului Război Mondial ca Ivan Fomin, Vladimir Schuko, Ivan Joltovski. Când economia s-a redresat, aceștia și succesorii lor au continuat să lucreze într-un cadru modernist; unii (Joltovski) urmau strict canoanele clasice, alții (Fomin, Schuko, Ilia Golosov) dezvoltă stilurile lor proprii, modernizate.
Odată cu limitarea independenței arhitecților negarea oficiala a modernismului (1932) demonstrată de concursul internațional pentru Palatul Sovieticilor, neoclasicismul a fost imediat promovat ca una dintre principalele alegeri în arhitectura stalinistă, dar nu singura. A coexistat cu arhitectura modernistă moderată a lui Boris Iofan, contemporana Art Deco (Schuko); din nou, cele mai pure exemple ale stilului au fost produse de Joltovski, care a fost un fenomen izolat. Intervenția politică a fost un dezastru pentru liderii constructori dar sincer binevenită de arhitecții din școlile clasice.
Neoclasicismul a fost o alegere ușoară pentru URSS, din moment ce ei nu se bazau pe tehnologii moderne de construcție, putând fi reprodus cu cofraje tradiționale. Astfel, design-urile lui Joltovski, Fomin și altor vechi maeștri în orașele izolate, sub stricta raționalizare a materialului folosit. Îmbunătățirea materialelor de construcții a permis arhitecților staliniști să se aventureze în construcția de zgârie-nori, deși aceștia, din punct de vedere al stilului (incluzând arhitectura „exportată” la Palatul Culturii și Științei, Varșovia și Centrului Internațional al Convențiilor, Shanghai) împart câte puțin cu modelele clasice. Neoclasicismul și nerenascentismul au persistat în mai puțin exigentele proiecte rezidențiale și de birouri până în 1955, când Nikita Hrușciov a pus capăt costisitoarei arhitecturi staliniste.

### Neoclasicismul astăzi
În Statele Unite ale Americii clădirile publice sunt construite încă în stilul neoclasic. Un bun exemplu recent este Clădirea Simfoniei din Schermerhorn.
În Marea Britanie, mai mulți arhitecți sunt activi în stilul neoclasic. Două noi librării ale unor universități, Quinlan Terry Maitland, la Colegiul Downing și Librăria Sackler, construită de Robert Adam Arhitects, denotă că abordarea luată poate fi din gama tradițională, în cazul anterior sau din gama neconvenționalului, în cel din urmă. Majoritatea clădirilor neoclasice din Marea Britanie sunt case private, firme ca și Francis Johnson & Partners sunt specializate în construirea de case de țară.
Arhitectura neoclasică, în zilele noastre este clasificată sub termenul de „arhitectură tradițională” și este practicată de membrii Grupului de Arhitectură Tradițională. De asemenea, un număr mare de piese ale arhitecturii postmoderne își trag inspirația și includ referiri explicite către neoclasicism, Teatrul Național al Cataloniei din Barcelona fiind printre ele.

## Caracteristici și materiale
Această artă se apropie de universul grandilocvent al barocului, făcând apel nu atât la emoție cât și rațiune, pentru a obține aceeași glorificare a unui simbol.
Acest stil a fost considerat în tote țările Europei, stilul revoluției burgheze. Clasicismul s-a bazat pe rațiune, simplitate și sobrietate dar și prin unitate, măsură și impresia de liniște pe care construcțiile, grădinile și interioarele o vor emana, în ciuda impozității lor. Dezvoltarea orașelor, necesitatea restructurării și a sistematizării acestuia, precum și posibilitățile economice și nevoile resimțite ale reprezentanților burgheziei înstărite și de boierii stabiliți la orașe, care toți își doreau case de zid, acestea fiind cauzele și caracteristicile epocii.
Oamenii au început sa-și dorească altceva decât ceea ce le era prea familiar, comun și banal. Iar după epocile de bravuri și de „fiorituri” nu pot urma decât altele de bun gust și simplitate.
O influență importantă au avut-o cei care au călătorit în Italia și au descoperit ruinele construcțiilor mărețe ale Romei antice, cu ziduri masive, solide, înfruntând secolele; toate de un caracter monumental, în planuri mărginite de drepte, scandate de ritmul grav al coloanelor, cu suprafețe în care toate muchiile erau perpendiculare sau paralele cu pământul, cu ornamente simple însă frumos executate care-ți dau impresia stabilității – în comparație cu construcțiile în linii șerpuitoare, agitate ale stilului baroc. 
Iată deci un prim element care pregătește spiritele în vederea transformării și duce la inspirația arhitecților pentru construcțiile ce vor urma să apară în Franța.
O altă caracteristică a acestui curent este acea de a promova nu numai cititorul ci și artistul, artiștii fiind spirite universaliste, în același timp arhitecți, pictori, sculptori sau chiar filosofi.
Construcțiile vor fi frumoase conform noilor percepte estetice și funcționale dacă fațadele lor vor fi echilibrate, proporționate și decorate după modele și canoane antice clasice, modele care au existat la tot pasul în Europa. Erau apreciate încăperile mari, bine luminate. Asta în ceea ce privește palatul, un program urban nou al epocii, alături de cel peren al locuinței și cel mai important al construcțiilor de stil creștin. Rețeta succesului este asigurată de valori care își dovedesc valabilitatea și universalitatea: proporția clasică, dreptunghiul de aur, simetria etc., valori descriptive, exersate și promovate de civilizațiile antichității, care ulterior vor fi reluate în curentele neo-clasice ale secolelor al XVIII-lea și al XIX-lea, și reinterpretate de pe poziții moderniste în a doua jumătate a secolului XX-lea.
Arhitectura care se practica la curte sau la Paris era imitata în întreaga țară, chiar în întreaga Europă. Stilul Ludovic al XIV-lea, expresie a Clasicismului de curte, denumit și Le Grand Siècle, preia mult din modul de organizare al curții: o anume rigiditate și multă grandoare, firești pentru momentul de maximă expansiune. Din acest motiv arhitectura este solemnă, deseori pompoasă, caracteristici care nu reușesc să-i anuleze calitățile.
Faptul că francezii și alte țări monarhice au optat pentru clasicism, nu-și găsește încă justificare în organizarea unei fastuoase curți regale. Motivele evoluției arhitecturii de acest gen, nu numai în Franța, spre clasicism sunt altele: slaba influență a contrareformei într-o țară cu biserică gallicană, care nu a favorizat totala desfășurare a barocului; o caracteristică psihologică națională care tindea spre echilibrul și raționamentul clasic.
Este perioada în care se se înființează academiile, se dă o direcție oficială acestui stil.
Arhitectura de acest gen își continuă evoluția însă preia anumite principii ale barocului, îndeosebi în organizarea spațiului construit sau urban, al grădinilor, a legăturii dintre clădiri și ambient. Se constată o mare varietate a programelor (palate, biserici, instituții de învățământ, cămine, spitale, teatre etc.). Această perioadă este dominată de un plan în care se pot observa pretutindeni forma de bară, cu deschidere spre curte și gradină. Astfel se permite o relație directă între spațiul construit și cel exterior. Încăperile principale sunt dispuse în anfiladă, în intenția de a crea influența spațiului interior. Sunt marcate intrarea principală și corpurile de capăt, precum și holul scării. În compunerea scărilor -interioare sau exterioare –se pot observa, în timp, evoluția de la scara de tip medieval, în elice și dispusă  într-un turn la scara deschisă (Scara Ambasadorilor de la Versailles). Într-un teatru, spre exemplu, scara nu e numai partea utilă din construcție pe unde publicul se urcă și coboară, dar și aceea de unde tocmai prin urcarea și coborârea publicului în haine de seară, se produce un adevărat spectacol încântător pentru ochii privitorului – mai ales la îmbrăcămintea bărbaților și femeilor, eleganți și bogați ai secolului XVII. Așa s-a realizat scara măreață compusă dintr-o rampă, care se desparte mai apoi în 2 brațe continuate cu holuri susținute de coloane (Scara Teatrului din Bordeaux).
Se depășește faza influenței italiene și se elimină în același timp orice reminiscențe ale arhitecturii medievale. Construcțiile sunt remarcabile datorită deosebitului simț al ansamblului, simț de proporționare a întregului cu detaliile și de înscriere în mediul ambiental.
Expresie a ideologiei vremii în care este realizată- a apogeului monarhiei absolutiste, a statului centralizat și minuțios organizat- arhitectura sa obține subordonarea fiecărui detaliu ansamblului și realizează o construcție riguroasă și rigidă, chiar aspră,dar în același timp armonioasă.
De obicei planurile unor biserici sau catedrale se dezvoltă pe axa longitudinală și au nucleul central în cruce greacă, având o fațadă clasică, abandonând orice model medieval și interpretează creator și original formele antice, gradând ierarhic și într-o manieră dinamică, fiind clasice prin structura simetrică și prin ordonanța solidă.
Pentru construcțiile religioase, arhitecții se găseau în încurcătură să le aplice formulele clasice, fiindcă era vorba să acomodeze cultului creștin stilul și elemente luate de la templele păgâne.Totuși, mulți dintre ei având cunoștințe și experiențe vaste, au reușit să facă această sinteză a formelor vechi în jurul construcțiilor cu un scop determinat: să primească pe credincioși la rugăciune.
Un exemplu este templul Sfintei Genoveva – o biserică comandată de Ludovic al XV-lea peste moaștele sfintei. Ulterior se schimbă destinația clădirii devenind un fel de necropolă de onoare a oamenilor mari ai Franței. Clădirea se remarcă prin sobrietate, asemenea celei care apărea în construcțiile Romei republicane: ziduri imense, aproape fără nici un fel de ornament exterior iar deasupra cu o cupola uriașă. Are forma tipică de cruce grecească, cu laturile egale iar interiorul păstrează o decorație luxuriantă.
Ei iau colonade, peristiluri, frontoane atice și chiar planul general al templului și le adaptează bisericilor nou construite.
În timp ce aceste elemente pătrund, dispar arcurile sprijinite pe stâlpi, adică pe pilaștrii, arcuri ce vor fi înlocuite foarte adesea cu platbande (elemente orizontale) care să se întretaie cu cele verticale în unghiuri drepte, ca în templele păgâne.
Astfel toate elementele corpului clădirilor care ies oarecum în relief – rezalitele (cum se numesc în arhitectura barocului) – dispar, iar fațadele devin impresionante prin unitatea lor și prin faptul că toate elementele ce le compun vor fi absolut în aceeași linie.
Ca o urmare a imitației a ceea ce se făcuse în Renaștere, arhitecții uzau de cele 3 sau 4 ordine la aceeași clădire: la primul etaj – coloane dorice, la al 2-lea etaj – coloane toscane, la al 3-lea etaj – coloane ionice, iar la al 4-lea etaj- coloane corintice. Aceasta bogăție de ornamente începe să dispară, apropiindu-se de simplitate, de categorii de coloane care ofereau mai puține podoabe, adică cele ionice și chiar cele dorice. Mai târziu coloanele dorice dispar, chiar și canelurile și ornamentele de la bază, ajungându-se la ,,une rude simplicité’’ (o simplicitate severă) după cum o numeau francezii.
Ansamblele vaste de clădiri clasice, pentru spitale sau cămine se desfășoară în jurul a numeroaselor curți interioare, centrale, în axul căreia este amplasată capela, iar plasarea arhitecturală este conformă stilului auster „Grand Siècle”.
De asemenea chiar și în cazul arhitecturii private, a locuințelor celor înstăriți ai Parisului se păstrează aceleași caracteristici: construcții grațioase, confortabile însă la scară mult mai redusă decât al teatrelor și palatelor. Locuința stăpânilor se găsește în mijloc și are în fața coloane. Ca să ajungi la intrare trebuie să traversezi o curte de onoare, care se aseamănă cu un paralelogram, unde se găsește grădina, uneori cea principală. Poarta propriu-zisă ia forma uni arc de triumf, iar la dreapta și la stânga sunt alte construcții pentru servitori și dependințe.
În acest stil arhitectural, clasicism, se îmbină grandoarea cu eleganța într-o manieră specific franceză. Apariția de pilaștri delicați ce flanchează golurile, abundența decorativă țin încă de faza timpurie a clasicismului cu inspirație bramantiană lombardă. Între cupolă și edificiu există o perfectă unitate, datorită impecabilei proporționări a elementelor și urmăririi direcției ascensionale în fațadă, ilustrându-se astfel cu deplină forță curentul Clasicismului de curte, cât și partea de baroc parțial asimilată. Clasicismul de curte adoptă un riguros spirit al ordinii, ce a corespuns gustului tradițional monahal. Esența specifică a arhitecturii clasiciste este păstrată și mai târziu în secolul XVIII-lea. Se menține verticalitatea construcțiilor prin acoperișuri de regulă înalte, prin utilizarea ordonanței suprapuse și a ordinului colosal.
Palatele au fațade lungi ritmate de pavilioane cu dom în ax și corpurile de capăt ale clădirii. O arhitectură care ar fi putut deveni rigidă capătă dinamism, sobrietate, eleganța și vigoare. 
Materialele de construcție promovate de acest stil clasic, unde palatele și programele religioase vor beneficia de aportul materialelor scumpe locale dar și importate de la mari distanțe, grație mobilității asigurate de expansiunea pe mare și a noilor descoperiri geografice. Acest domeniu are ca obiect- așa cum se precizează –studiul materialelor folosite pentru punerea în operă a proiectelor. Scopul general al acestui studiu este de a familiariza viitorul creator asupra existenței materialelor utilizate în construcții, a caracteristicilor lor (fizice, chimice, tactile, etc.), a modului de comportare la diverse acțiuni, a posibilităților de combinare a acestora. 
Arhitectura  în clasicism poate fi caracterizată prin următoarele elemente generale: 
- îmbogățirea plasticii arhitecturale prin utilizarea unor materiale noi de construcție la realizarea ornamentelor și a structurilor (oțelul și fonta).
-punerea în evidență a structurii clădirilor prin ritm și culoare, prin utilizarea volumelor simple și clare;
- utilizarea unor reguli de compoziție bazate pe ordine, pe echilibru și pe disciplinarea imaginației;
-dezvoltarea decorației interioare a clădirilor, pornind de la elemente din arhitectura egipteană și greco-romană antică, până la crearea unor stiluri de decorație generând solemnitate, delicatețe sau fastuozitate;
- preluarea unor elemente arhitecturale din perioada antică;
Este prezentă tendința către orizontalism, iar centrul unui monument clasic este marcat prin câțiva pilaștri de un colosal ordin corintic în piatră, încruntați de un fronton triunghiular cornișa terminându-se printr-un acoperiș în formă de pavilion. Clădirea clasică poate fi din cărămizi și numai pilaștri cu colțuri de piatră (de ex. Mauritshuis din Haga, fig4), cu un sistem sobru, îmbogățindu-se numai cu câteva elemente de ornamentație.
Prin comenzile de castele și palate regale, se permite întrebuințarea cărămizilor, fapt ce îngăduie o execuție rapidă. Fațada, din piatră, este alcătuită de obicei din trei ordine suprapuse , ale căror proporții se îmbină în mod armonios cu acoperișurile înalte, cu hornurile zvelte, elemente decorative specifice. Tendința clasicizantă va merge până acolo încât va renunța la lambriurile aurite din interior, înlocuindu-le cu o decorație din piatră, foarte sobră. Se adoptă stilul de castel deschis, compus din mai multe aripi, fără curte interioară, așa că toate aripile să privească spre parc, fie spre curtea de la intrare.
În ceea ce privește construcția în cărămidă va imita clasicismul sobru specific Olandei, acest stil este lipsit de artificii, subliniat doar de câteva muluri și brâuri de piatră. Apare și castelul alcătuit din mai multe pavilioane, asamblate în jurul unui dom, care se ridică peste un imens salon oval. Unde puritatea clasicismului temperează în mod armonios orizontalitatea ordinelor printr-un verticalism tradițional. În ceea ce privește decorația interioară se renunță la lambriurile aurite, atât de utilizate până atunci pentru a adopta o decorație în gen italienesc, din marmură policromă, bronzuri aurite, picturi; dar această bogăție e ordonată tot într-un mod clasic, este supusă adică modelării arhitecturii. Oamenii sunt foarte preocupați să utilizeze detaliile antice, pe care le scot arheologii la lumină, alteori detaliile decorative sunt luate de pe vasele grecești. Lemnele rare sunt înlocuite cu acaju (mahon), un lemn frumos în ceea ce privește culoarea, însă mai dur și mai greu de lucrat. Mobilierul, specific stilului imperial, este plin de bronzuri cizelate, terminându-se unde se sprijină cotul cu sfincși, himere, animale fantastice care fac parte din tezaurul decorativ imperial. Pe pereți se găsesc stofe scumpe, cu medalioane de mătase țesute sau pictate. Materialul pentru partea superioară a mesei și a căminului este marmura, pentru pereți lemnul de mahon, iar pentru mobila bronzul și lemnul vopsit în alb. Stofele de mătase și catifeaua cu bogate motive decorative sunt de asemenea foarte răspândite, la fel și imitațiile lor.
În casele unde nu se permitea folosirea marmurei sau a unei anumite pietre, un desen sau o pictură le înlocuiește – mai ales marmura – dând iluzia lor.
Tot acum se creează un tip de locuință clasică nobilă a cărei fațadă e retrasă în raport cu strada spre care se deschide însă un vast portal.
Piețele sunt alcătuite din simple brâie de piatră pe zidurile de cărămidă, decorația acestor clădiri devine foarte greoaie și datorită proporțiilor ca și a simbolisticii sale, poate fi considerată ca o prelungire a ultimei faze a arhitecturii manieriste. 
Urbanismul va împrumuta și el canoanele ordinii și disciplinei regularizatoare care stabilea că o strada sau o piață va fi frumoasă dacă va avea clădirile aliniate, cornișele la același nivel, și alte caracteristici pe care le regăsim încrustate în memoria colectivă a europenilor ca percepte definitorii. Simbolurile noii mișcări sunt strada în linie dreaptă, cornișa orizontală neîntreruptă, repetiția elementelor uniforme (coloană, fereastră...). Se afirmă că strada va părea mai nobilă dacă ușile vor fi construite după același model, casele vor fi aliniate și de aceeași înălțime. Spre deosebire de lumea barocă sau arabă pentru care aceste reguli aplicate persoanelor încălcau grav și nepermis teritoriul și intimitatea și ca urmare au fost și sunt încă respinse, singurele programe care fac excepție fiind cele mai comandate, urmărite și finanțate de către autorități.
Există în acest curent o adevărată frenezie creatoare de planuri ale orașelor ideale, care se vor dovedi, economic, aproape imposibil de realizat până la formarea a trei elemente considerate de către autori indispensabile: fortificații sau ziduri puternice (Palatul Versailles), cvartele destinate clădirilor și alături de străzi –piețe, element care demonstrează că acest spațiu urban predestinat relațiilor sociale este considerat indispensabil. 
Simțul urbanisticii, fericita rezolvare a piețelor, a palatelor, în special a parcurilor care prezintă imaginea unei naturi supuse legilor rațiunii, au dus cel mai mult și mai departe faima arhitecților francezi. Nu mai puțin celebre au fost ansamblurile urbane. Monumentalele piețe construite în perioada Clasicismului de curte sunt menite să creeze un cadru maiestuos pentru statuia suveranului. Tipul de piață pariziană este imitată în toate orașele franceze din provincie și în nenumărate capitale europene. Ansamblul urbanistic face parte din planul ambițios de restructurare a orașului medieval, unde piața clasică este închisă perimetral cu clădiri de locuințe, dotate cu portice primitoare la parter. Arhitectura de fațadă se caracterizează prin folosirea decorației tradiționale de piatră și cărămidă, pentru o plastică sobră, în care apare acoperișul înalt cu lucarne.
Clasicismul este ridicat și în artă la fel ca în literatură, la rangul unei instituții. Clasicismul tinde spre o eleganță mai rafinată la sfârșitul secolului, a cărei adevărată măsură ne-o va da capela regală de la Versailles.

## Clădiri construite în stilul arhitectural neoclasic
Biserica Reformată-Calvină din Orașul de Jos, denumită și Biserica Reformată cu 2 turnuri, situată pe Bulevardul 21 Decembrie nr. 41, este unul din edificiile simbolice ale Clujului. Biserica a fost construită între anii 1829–1879. Înainte existase deja o biserică de lemn pe malul Canalului Morii, care a fost inaugurată la 26 iulie 1705. Mai târziu aceasta a fost mărită, dar odată cu creșterea numărului de credincioși, conducerea bisericii a hotărât înlocuirea ei cu o biserică mai mare, de piatră.
Dimensiunile bisericii sunt impozante: lungimea celor două nave este în jur de 50 metri, iar cupola centrală cu un diametru de 12,60 metri are o înălțime de 19,50 m. Înălțimea turnurilor este de 40 de metri. Mărimea totală a bisericii este de 1750 m².
Clădirea Parlamentului Austriei, construită la sfârșitul secolului al XIX-lea după planurile arhitectului Theophil Hansen.
Muzeul Țăranului Român, 1912-1938, arhitect Nicolae Ghyka-Budești. Șoseaua Kiseleff nr. 3 (foto 2).
Edificiul este, fără îndoială, cea mai izbutită lucrare monumentală în stil neoromânesc, o reușită sinteză între arhitectura moldovenească și cea munteană. Planul de factură clasică, având un ax major de simetrie, se regăsește fără echivoc în alcătuirea fațadelor, în care pavilioanele de colț, viguros marcate, accentuează clasicismul compoziției. Turnul central, cu suprafețele sale de plinuri din partea mediană, echilibrează zona dantelată a logiilor, situată în registrul bel-etajului. Materialele durabile folosite, piatra și cărămida aparentă, contribuie esențial la punerea în valoare a detaliilor elegant desenate. Monumentală și expresivă, clădirea muzeului constituie un reper major al Șoselei Kiseleff, traseu definitoriu al Capitalei.
Palatul Știrbei - arhitect francez Michel Sanjouand, construit în 1835. Caracterul neoclasicist al palatului Știrbei este respectat și de modificările efectuate în 1881, după proiectul arhitectului austriac J. Hartman. Acestor modificări li se datorează fațada împodobită de cariatide și aripile laterale supraînălțate.
Muzeul Județean de Artă Prahova - clădirea este realizată în stil neoclasic, și a fost proiectată pentru Ghiță Ionescu, negustor, petrolist și primar. După moartea proprietarului, în 1910, casa a fost vândută Prefecturii Prahova, și ulterior a fost transformată în palat administrativ. Muzeul de Artă a fost amenajat aici în 1968. Colecția muzeului reunește opere ale unor artiști ca: pictorii Ion Negulici, Theodor Aman, Sava Henția, Nicolae Grigorescu, Ștefan Luchian, Theodor Pallady, Nicolae Tonitza și sculptorii Karl Storck și Frederic Storck, Dimitrie Paciurea, G. Stan, Ion Jalea.